# Algèbre lacanienne
Pour les articles homonymes, voir Algèbre (homonymie).
Cet article récapitule et complète les articles suivants :
- Terminologie lacanienne
- Réel, symbolique et imaginaire
- Approche lacanienne de la psychose

Les lettres sont disposées dans l'ordre alphabétique (lettres latines puis grecques, symboles logiques, formules).
- A : Grand Autre, "trésor du signifiant", "lieu d’où peut se poser au sujet la question de son existence".
- a : "objets du sujet", objet a, "cause du désir", "plus-de-jouir".
- a' : dans le schéma L: "moi du sujet", dans le schéma R : identifications du moi.
- D : demande.
- d : désir.
- I ou I(A) : Idéal du Moi.
- i ou i(a) : "image spéculaire", image de l'autre (petit autre) et prototype du moi idéal.
- M : "signifiant de l’objet primordial", mère symbolique.
- m : Moi.
- P : "position en A du Nom-du-Père", père symbolique.
- S : "sujet dans son ineffable et stupide existence", sujet brut, réel, qui deviendra le Sujet de l'inconscient.
- $ : "Sujet barré de la bande recouvrant le champ R de la Réalité psychique", sujet divisé, Sujet de l'inconscient.
- S1 : Signifiant-maître.
- S2 : Savoir.
- s(A) : ponctuation de la chaîne signifiante, message.
- S(Ⱥ)  : Signifiant d'un manque dans l'Autre.
- Φ : Phallus symbolique.
- φ : "image phallique", Phallus imaginaire.

- Quadrangle MimI (Trapèze) : "champ de la Réalité (psychique)" (et non du Réel !!),  qui en 3 dimensions s'avère être une bande de Mœbius.
- ◇ : poinçon (conjonction-disjonction)
- $ ◇ a : fantasme
- $ ◇ D : pulsion

- La barré : "LA femme n'existe pas". D'une part les femmes ne constituent pas un ensemble pouvant être pris comme un TOUT, d'où la barre sur l'article défini LA, et d'autre part UNE femme n'est pas toute dans la jouissance phallique, elle a accès à la jouissance Autre.